# Heliogravura

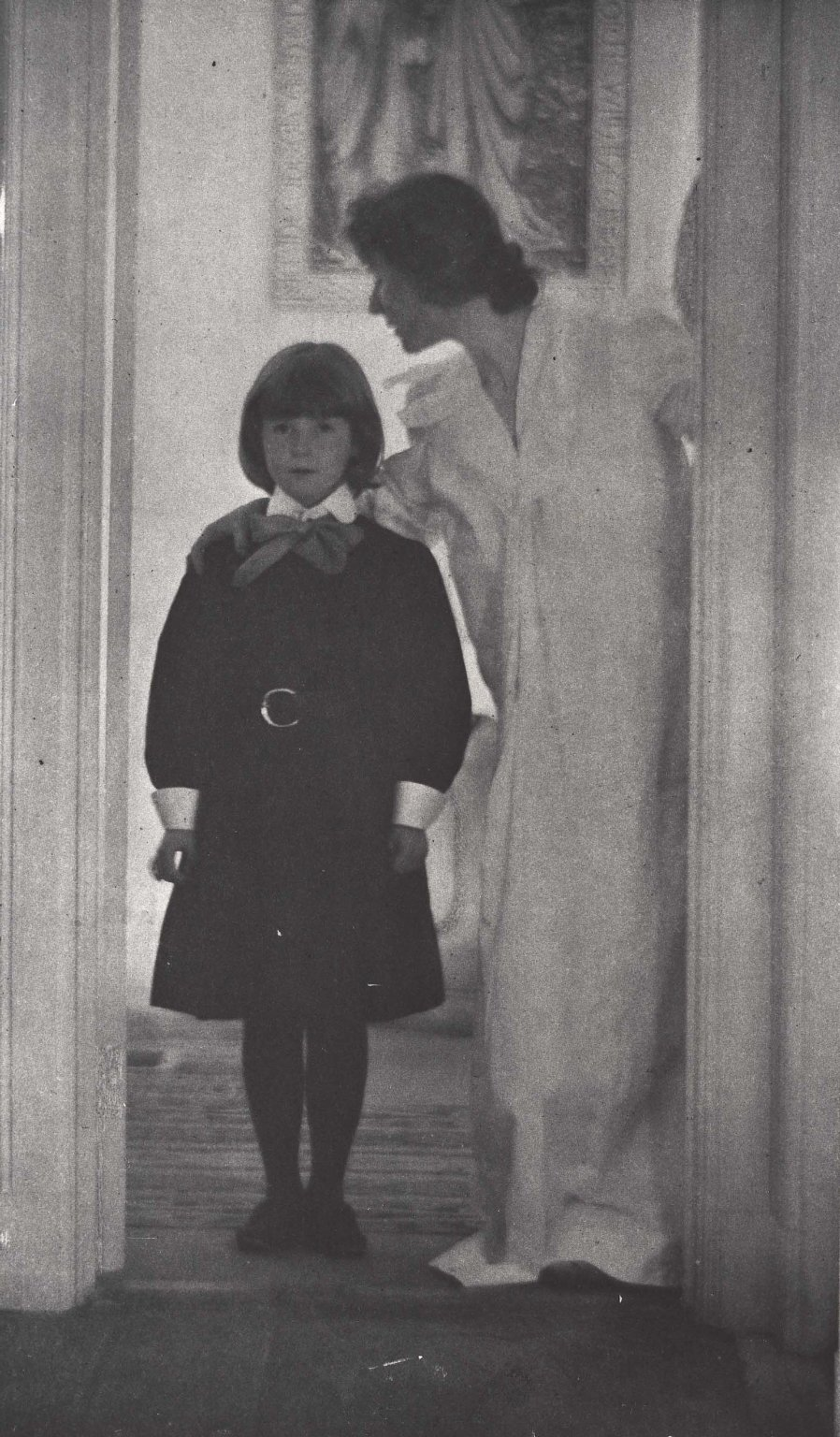
Blessed Art Thou Among Women, de Gertrude Käsebier, 1899. Museu do Brooklyn.

Heliogravura (héliogravure) é um processo de impressão de fotografias, também usado às vezes para gravuras reprodutivas em talho-doce. É um processo fotomecânico em que uma placa de cobre é preparada e então revestida com um tecido de gelatina sensível à luz que foi exposto a um filme positivo e então gravado, resultando em uma placa de entalhe de alta qualidade que pode reproduzir tons contínuos detalhados de uma fotografia.
O processo foi importante na fotografia do século XIX, mas no século XX só foi usado por alguns fotógrafos. Em meados do século, estava quase extinto, mas teve um renascimento limitado.

## História

### História do processo
As primeiras formas de heliogravura foram desenvolvidas por dois pioneiros da fotografia: primeiro Nicéphore Niépce na França, na década de 1820, e depois William Henry Fox Talbot na Inglaterra. Niépce buscava um meio de criar imagens fotográficas em placas que pudessem ser gravadas e usadas para fazer impressões em papel com uma impressora tradicional. Ele utilizou impressões (gravuras etc.), encerando o papel para torná-lo translúcido e, em seguida, colocando-o sobre uma placa de cobre revestida com betume fotossensível. As imagens iniciais de Niépce estavam entre as primeiras fotografias, anteriores aos daguerreótipos e ao posterior processo fotográfico de colódio úmido. No entanto, o processo foi pouco utilizado, principalmente porque a gravura original foi praticamente destruída. Quando um “positivo fotográfico transparente” se tornou possível, o interesse reavivou.
Talbot, inventor do processo de negativo em papel calótipo, queria fazer impressões em papel que não desbotassem. Ele trabalhou em seu processo fotomecânico na década de 1850 e o patenteou em 1852 (gravura fotográfica) e 1858 (gravura fotoglífica).
A heliogravura em sua forma madura foi desenvolvida em 1878 pelo pintor tcheco Karel Klíč, que se baseou na pesquisa de Talbot.:4 Este processo, ainda em uso hoje, é chamado de processo Talbot-Klič.
Devido à sua alta qualidade e riqueza, a heliogravura foi usada tanto para impressões originais belas artes na forma de fotografias manipuladas por vários meios no negativo quanto para foto-reprodução de obras de outras mídias, como pinturas. A partir da década de 1880, o processo Talbot-Klič foi usado comercialmente para reproduções de altíssima qualidade de gravuras de antigos mestres, destacando-se na captura de variações de tom.

Praticantes de heliogravura, como Peter Henry Emerson, levaram a arte a um alto padrão no final do século XIX. Isso continuou com o trabalho de Alfred Stieglitz no início do século XX, especialmente em relação à sua publicação Camera Work. Esta publicação também apresentou as heliogravuras de Alvin Langdon Coburn, que era um excelente impressor de helio e rotogravura, concebendo seu trabalho fotográfico como gravuras, e não outros processos baseados em fotografia.

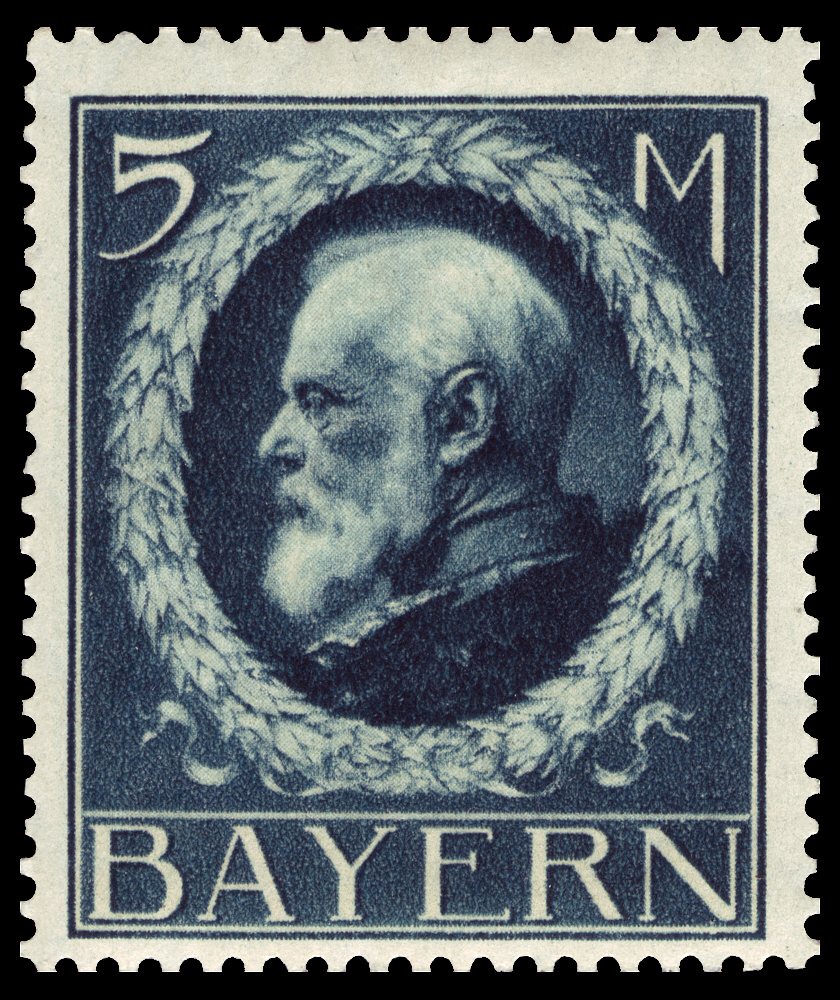
Selo de 1914 de Luís III da Baviera.

A velocidade e a conveniência da fotografia de gelatina de prata acabaram substituindo a heliogravura, que caiu em desuso após as gravuras de Edward S. Curtis na década de 1920. Um dos últimos grandes portfólios de heliogravuras de belas artes foi Photographs from Mexico, de Paul Strand, de 1940, reeditado como The Mexican Portfolio em 1967 pela DeCapo Press.
Muitos anos depois, a heliogravura experimentou um renascimento nas mãos da Aperture e de Jon Goodman, que a estudou na Europa. A heliogravura é atualmente praticada ativamente em dezenas de oficinas ao redor do mundo. Artistas contemporâneos que trabalham com esse meio incluem Sama Alshaibi. A heliogravura pode ser usada em combinação com outros processos de impressão.

#### Selos
A heliogravura foi frequentemente usada para imprimir selos postais. Por exemplo, entre 1934 e 1936, os selos do Rei Jorge V foram produzidos pelo serviço postal britânico usando heliogravura, assim como a maioria dos selos britânicos desde então até 1996.

## Qualidades
A heliogravura registra uma grande variedade de tons, por meio da transferência de tinta de uma placa de cobre gravada para um papel especial umedecido, passado por uma prensa de gravação. A gama tonal única vem da profundidade variável da gravação da heliogravura, ou seja, as sombras são gravadas muito mais profundamente do que os realces. Ao contrário dos processos de meio-tom, que variam o tamanho do ponto, a profundidade dos poços de tinta é variada em uma chapa de heliogravura. O olho humano resolve essas variações finas em uma imagem de tom contínuo.
A heliogravura se distingue da rotogravura porque usa uma placa de cobre plana gravada profundamente e impressa à mão; enquanto na rotogravura, como o nome indica, um cilindro rotativo é apenas levemente gravado, tornando-se um processo mais simples, muito ulilizado para impressão industrial de jornais, revistas e embalagens.

## Técnica

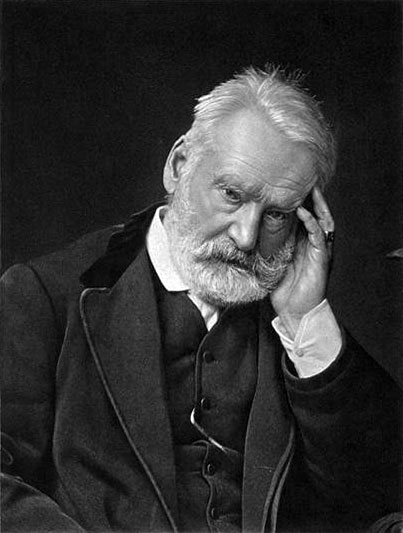
Heliogravura de Victor Hugo, 1883 de Walery

As placas de heliogravura passam por vários estágios distintos:
- Primeiro, um filme positivo de tom contínuo é feito a partir do negativo fotográfico original. Um negativo menor pode ser ampliado em uma folha de filme, que é então processada em uma gama de tons contínuos com densidades específicas.
- A segunda etapa é sensibilizar uma folha de tecido de gelatina pigmentada por imersão em uma solução de dicromato de potássio a 3,5% por 3 minutos. Depois de seco sobre uma superfície acrílica, ele está pronto para a próxima etapa.
- A terceira etapa (geralmente no dia seguinte) é expor o filme positivo ao tecido de rotogravura sensibilizado. O positivo é colocado sobre a folha sensibilizada de tecido gelatinoso pigmentado. O sanduíche é então exposto à luz ultravioleta (UV). É feita uma exposição separada a uma tela de maneira negra estocástica muito fina ou de ponto duro, ou, alternativamente, um grão de água-tinta de asfaltita ou resina é aplicado e fundido à placa de cobre, geralmente antes do tecido de gelatina exposto ser aderido à placa. A luz UV viaja através do positivo e da tela (se usada) em sucessão, cada vez endurecendo a gelatina em proporção ao grau de luz exposto a ela.
- A quarta etapa é aderir o tecido exposto à placa de cobre. O tecido de gelatina é aderido ou depositado na placa de cobre altamente polida sob uma camada de água fria. Ele é espremido no lugar e o excesso de água é removido.
- Depois de aderido, o quinto passo é usar um banho de água quente para remover o papel de suporte e lavar a gelatina mais macia e não exposta. A profundidade restante da gelatina endurecida é relativa à exposição. Essa camada de gelatina endurecida forma uma resistência contornada na placa de cobre. A resina é seca e as bordas e a parte de trás do cobre são finalizadas (encenadas).
- O sexto estágio é gravar a placa em uma série de banhos de cloreto férrico, do mais denso ao um pouco mais diluído, em etapas. A densidade desses banhos é medida em graus de Baumé. O cloreto férrico migra através da gelatina, gravando primeiro as sombras e os pretos nas áreas mais finas. A gravação progride pela escala tonal, do escuro para o claro, à medida que a placa é movida para banhos sucessivamente mais diluídos de cloreto férrico. A imagem é gravada na placa de cobre pelo cloreto férrico, criando uma placa com pequenos "poços" de profundidade variável para armazenar tinta. O padrão formado pelo grão da água-tinta ou pela exposição da tela cria pequenas "terras" ao redor das quais ocorre a gravação, dando à placa de cobre o dente para segurar a tinta. Os "poços" que contêm a tinta variam em profundidade, um aspecto único da heliogravura.
- A etapa final é imprimir a placa limpa.

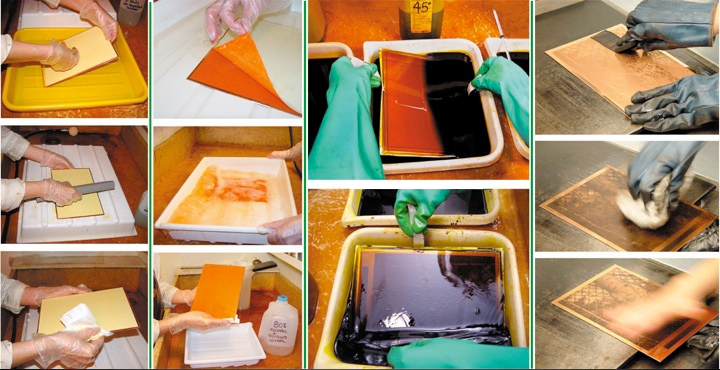
Uma série de ilustrações representando as etapas do processo de heliogravura.

### Impressão da placa
A impressão de uma heliogravura é semelhante à impressão de qualquer outra chapa de gravura em metal, especialmente uma água-tinta finamente gravada. Uma tinta de impressão em metal, rígida e oleosa, é aplicada em toda a superfície da placa com um rolo de borracha, um rodo pequeno e rígido ou um compactador de rolo. A placa é então cuidadosamente limpa com algodão para remover o excesso de tinta e colocá-la nos recessos (poços). Por fim, ele é limpo com a parte gordurosa da palma da mão em movimentos rápidos. Isso remove toda a tinta restante dos destaques polidos e pontos altos, deixando tinta apenas nos recessos gravados. Após a limpeza das bordas, a chapa é colocada na mesa de impressão de uma prensa. Ele é coberto com uma folha de papel umedecido e depois com duas ou três camadas de cobertores finos de lã. Em seguida, ele passa pela prensa em alta pressão. A alta pressão empurra as fibras do papel umedecido para dentro das cavidades da placa, que então transfere a tinta para o papel, criando assim a impressão. O papel é cuidadosamente retirado da placa e colocado entre mata-borrões e pesado para que seque plano. A placa agora pode ser recoberta com tinta para outra impressão ou pode ser limpa para armazenamento.
A Macdermid Autotype, a última fabricante de papel pigmentado de gelatina necessário para fazer a tradicional heliogravura em chapa de cobre, anunciou o fim de sua produção em agosto de 2009. Desde então, outros fabricantes, incluindo Bostick & Sullivan, Phoenix Gravure e outros na Índia, Taiwan e Japão começaram a fornecer papel com pigmento de gelatina ao mercado. Esses produtos são usados por profissionais de gravura em heliogravura tradicional e por impressores comerciais.

## Alternativas

### Heliogravura digital direta na placa

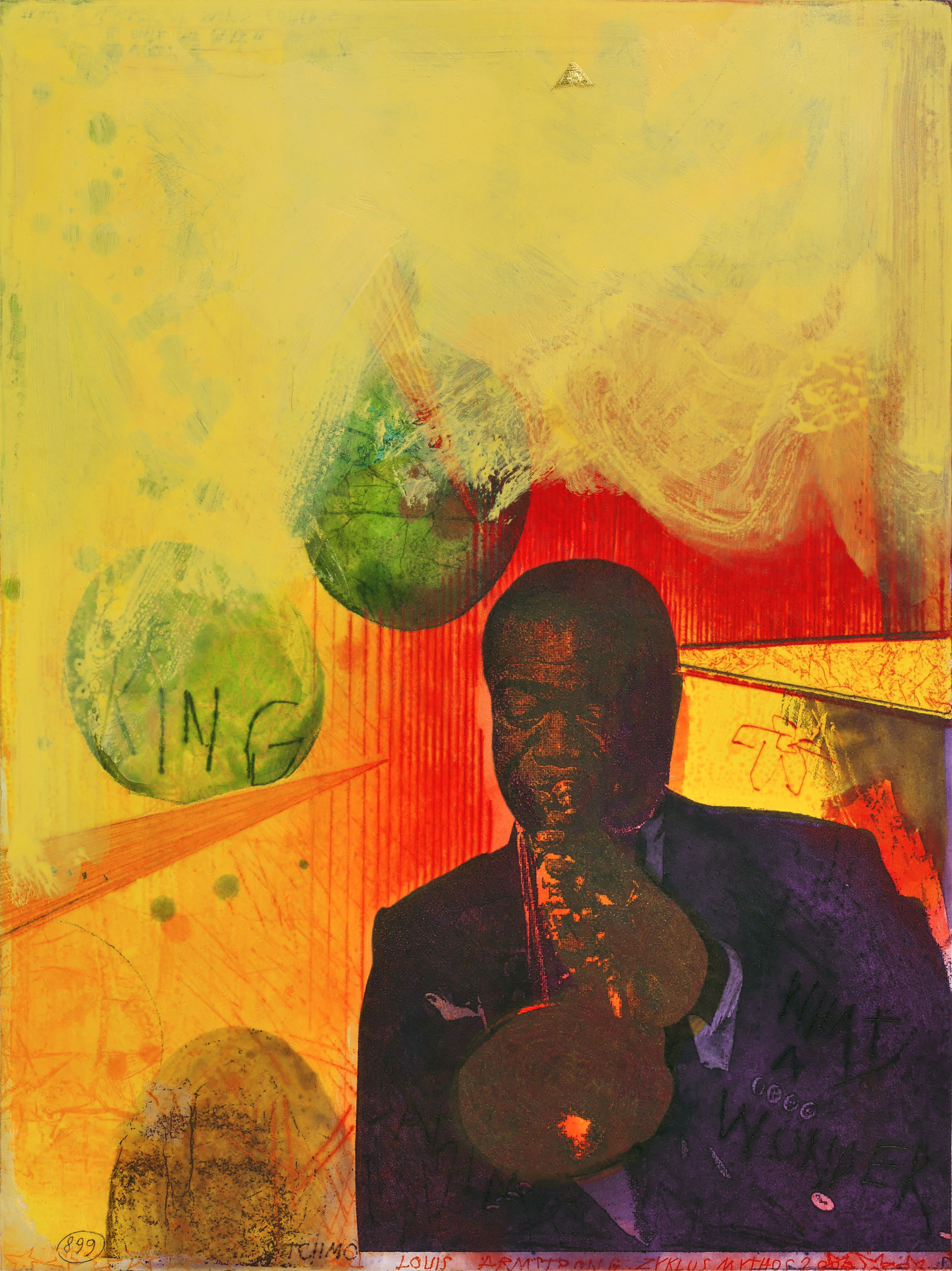
Adi Holzer, Werksverzeichnis 899 Satchmo (Louis Armstrong), heliogravura e água-forte, 2002.

Donald Farnsworth, na oficina de arte Magnolia Editions, desenvolveu um processo de heliogravura digital direto na chapa que não usa gelatina. Em vez disso, uma série de máscaras (camadas de resistência) são impressas em uma placa de cobre usando uma impressora acrílica de cura UV de mesa plana: "A impressora plana nos permite gravar um padrão de pontos estocásticos [aleatórios] na placa de uma forma completamente controlada e precisa... Este processo é uma inversão do método tradicional de heliogravura, onde você grava através de uma folha de gelatina, e gradualmente a gelatina fica mais fina e mais ácido atinge a placa, então a última coisa que é gravada são os tons claros". Em vez disso, o método digital direto na placa requer que os valores claros sejam gravados primeiro; então a impressora é usada para depositar uma nova camada de tinta na placa entre os banhos de ácido, mascarando os valores mais claros para protegê-los de gravações subsequentes. A máscara inicial parece ter sido mal impressa; as máscaras aumentam em densidade até que a placa eventualmente pareça quase completamente preta.
Em outra variação do processo tradicional, onde os banhos ácidos são cada vez mais diluídos à medida que o processo se desenrola, o processo direto na placa começa com um banho fraco e é gradualmente gravado em banhos cada vez mais ácidos.

### Fotopolímero/heliogravura de polímero
Placas de fotopolímero, geralmente usadas para impressão em relevo e tipografia, podem ser usadas para fazer placas de heliogravura. Essas placas de polímero, quando reveladas, são de plástico rígido, o que permite menos impressões. Alguns acham que elas rivalizam com a qualidade da heliogravura em placa de cobre tradicional, enquanto outros pensam que a falta de profundidade diferencial no revestimento de polímero compromete a qualidade.
O processo envolve uma série de exposições da placa de polímero. Primeiro, ele é exposto sob luz forte com uma tela de pontos aleatórios colocada sobre ele (chamada de tela de água-tinta na impressão de belas artes ou tela estocástica na impressão comercial). Em seguida, a placa é exposta a uma transparência positiva de uma imagem. Essa transparência pode ser um tom positivo contínuo em filme, mas geralmente é feita como um "positivo" digital (feito da mesma forma que um negativo digital) impresso em uma impressora jato de tinta. A placa é então revelada; para a maioria dos tipos e marcas de placas, isso é feito em água.
Após a secagem e cura adequadas, a placa pode ser entintada e impressa. As exposições duplas produzem uma placa de polímero gravada com milhares de indentações de profundidade variável que retêm tinta, que por sua vez é transferida como uma imagem de tom contínuo para uma folha de papel. Dependendo da qualidade, a impressão resultante pode parecer semelhante ou igual àquelas produzidas com o processo de heliogravura tradicional, embora sem a mesma quantidade de profundidade tridimensional na superfície da placa e, possivelmente, na impressão em si.

## Galeria

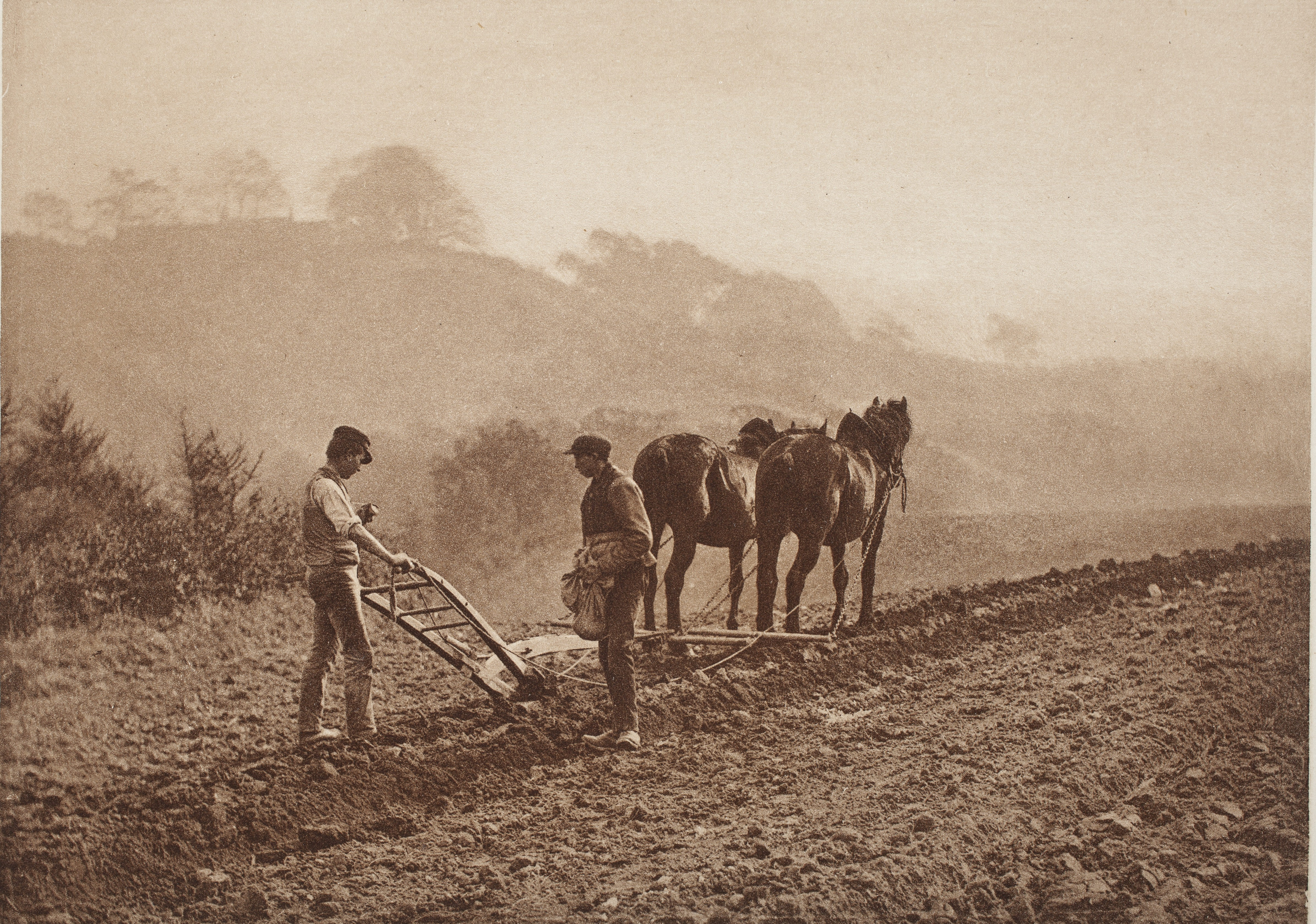
Francis Meadow Sutcliffe, Dinnertime, final do século XIX, heliogravura em cor sépia de uma única fotografia
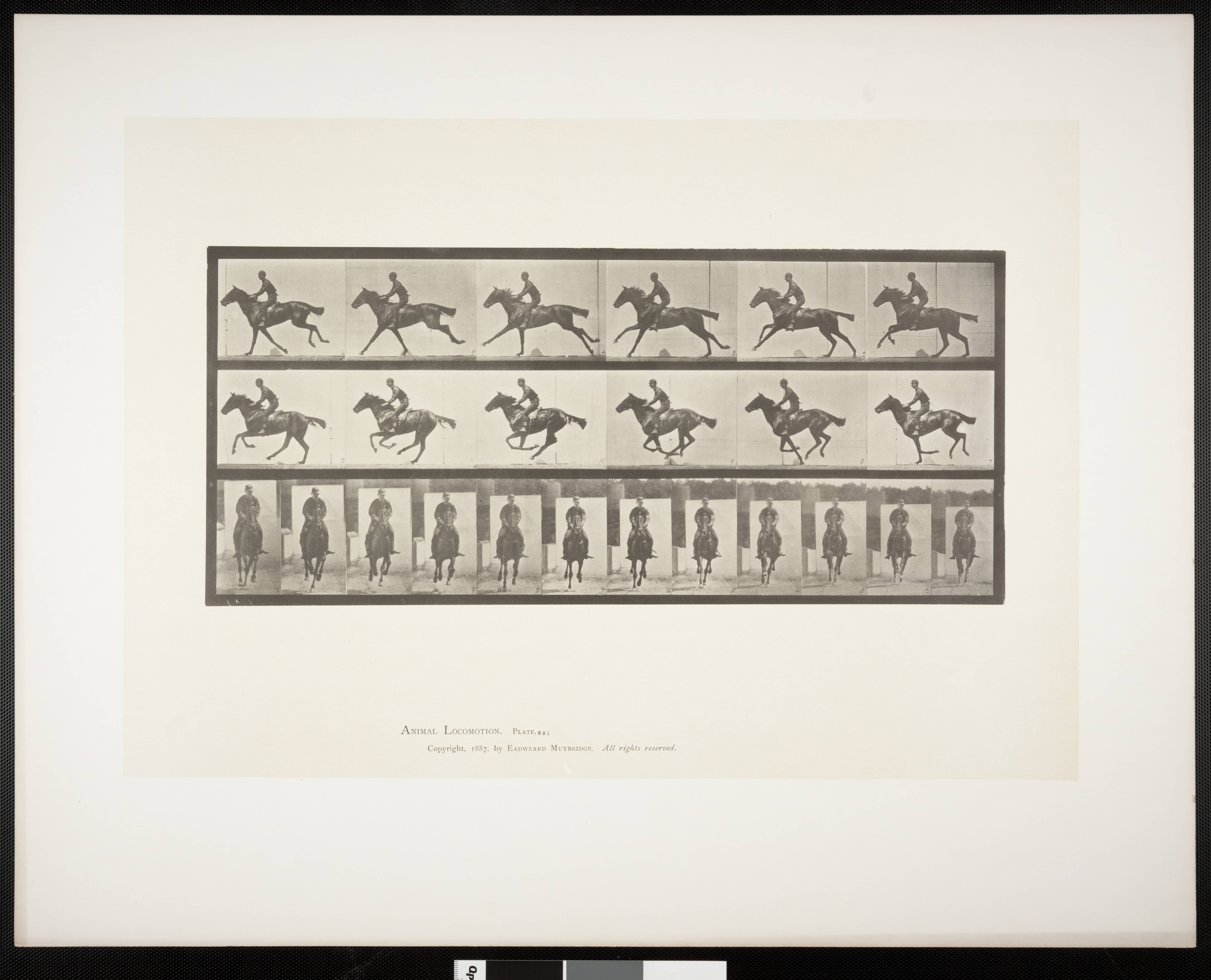
Heliogravura de muitas fotografias diferentes tiradas por Eadweard Muybridge para Animal Locomotion publicada em 1887.
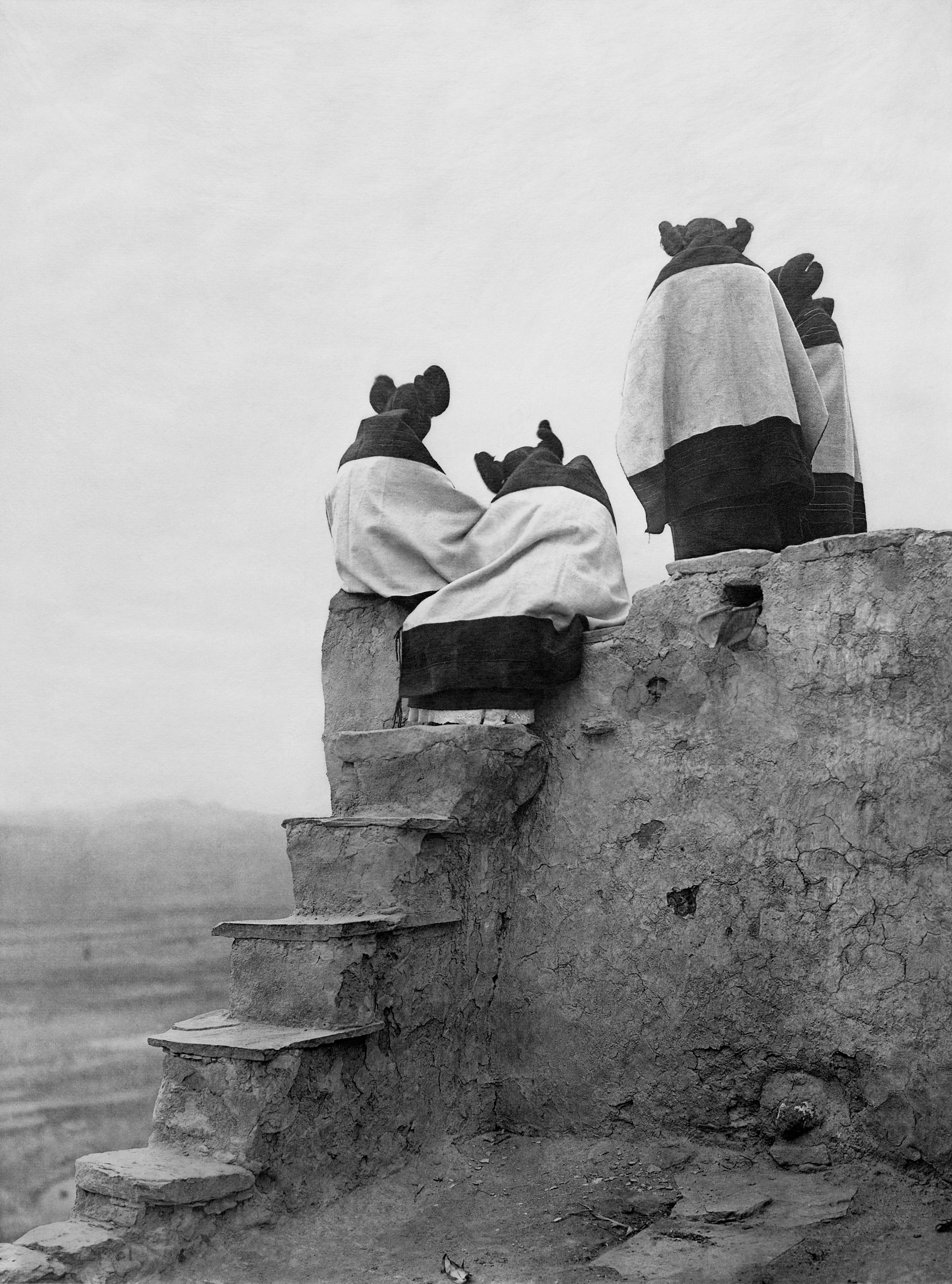
Edward S. Curtis, Watching the Dancers, 1906, quatro jovens Hopis observam dançarinos em Walpi, Arizona de um telhado de adobe.
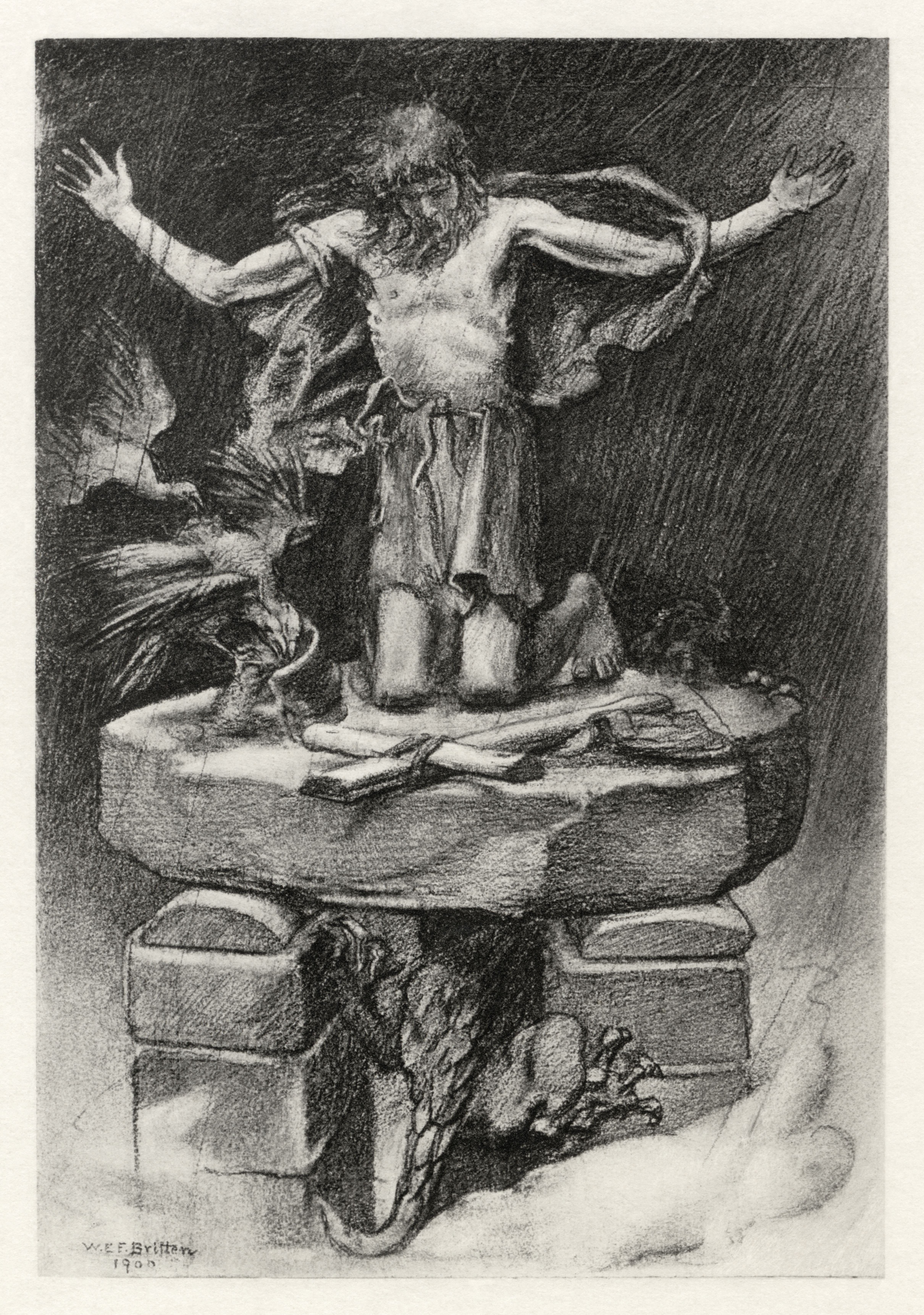
Uma ilustração em heliogravura de 1901 de W. E. F. Britten para o poema St. Simeon Stylites, de Alfred Tennyson.